# Torfoznawstwo
Torfoznawstwo – interdyscyplinarna dziedzina wiedzy, zajmująca się torfowiskami, torfem i osadami potorfowymi, roślinnością torfowisk, stratygrafią i genezą złóż, ich hydrologią, procesami akumulacji i decesji oraz różnorodnymi sposobami wykorzystania torfu.